# Lycopodiastrum
Genre
Lycopodiastrum est un genre monotypique, ce qui signifie qu'il ne contient qu'une seule espèce, Lycopodiastrum casuarinoides. Classé dans la sous-famille des Lycopodioidées, ce dernier a été mentionné dans des révisions taxonomiques, comme dans le travail de Field et al. (PPG I, 2016), et est souvent étudié pour ses caractéristiques phytochimiques et ses propriétés biologiques. Originaire de plusieurs régions variées, couvrant une large aire géographique allant de l'Himalaya oriental au Japon méridional, en passant par l'Asie du Sud-Est, y compris la Malaisie occidentale et centrale, la Nouvelle-Guinée, ainsi que d'autres parties de la Mélanésie.
Le genre Lycopodiastrum a été décrit pour la première fois par Holub en 1981 dans la revue Journal of the Bombay Natural History Society.